# Ayumi Kaihori
Ayumi Kaihori, född 4 september 1986 i Kyoto i Japan, är en japansk fotbollsspelare som tog OS-silver i damfotbollsturneringen vid de olympiska fotbollsturneringarna 2012 i London. 